# Wawoż (osiedle przy stacji)
Wawoż (ros. Вавож) – osiedle przy stacji w Rosji, w Udmurcji, w rejonie wawoskim. W 2010 liczyło 36 mieszkańców.